# Türkische Botschaft Baku
Die Türkische Botschaft Baku (offiziell: Botschaft der Republik Türkei Baku; Türkiye Cumhuriyeti Bakü Büyükelçiliği oder T.C. Bakü Büyükelçiliği) ist die höchste diplomatische Vertretung der Republik Türkei in Aserbaidschan. Seit 2008 residiert Hulusi Kılıç als Botschafter der Republik Türkei in dem Botschaftsgebäude.